# Coppernicus-Verein für Wissenschaft und Kunst
Coppernicus-Verein für Wissenschaft und Kunst (Coppernicus-Verein, pol. Kopernikowskie Towarzystwo Nauki i Sztuki) – niemieckie towarzystwo naukowe działające w Toruniu w latach 1854–1945.

## Historia

### Lata 1853–1920

#### Geneza powstania towarzystwa

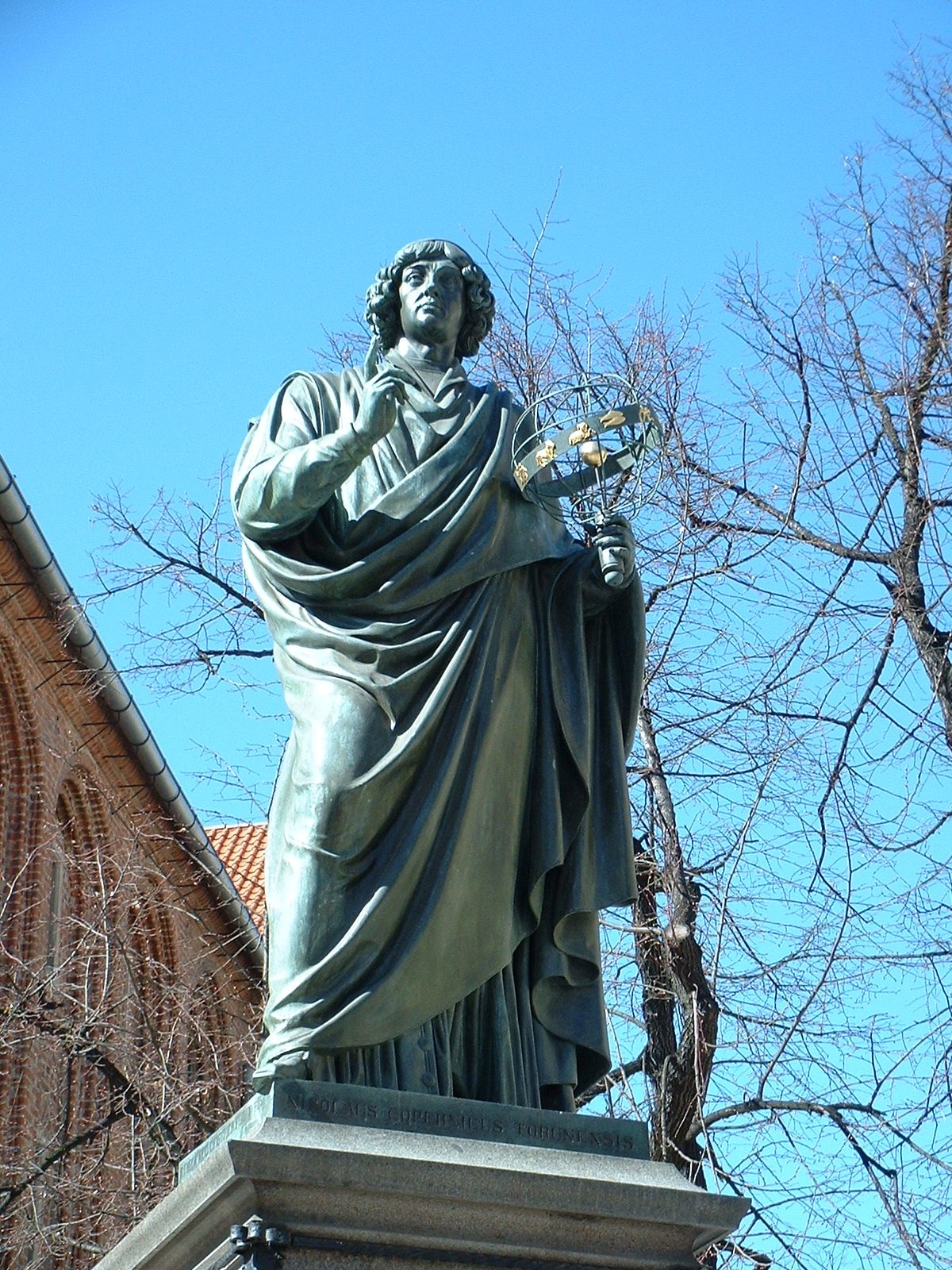
Pomnik Mikołaja Kopernika, postawiony dzięki staraniom Copernicus Denkmalverein

Idea powołania towarzystwa naukowego wyszła ze środowiska mieszczaństwa toruńskiego, w szczególności zaś ze strony inicjatorów wystawienia pomnika Mikołaja Kopernika w Toruniu. 19 lutego 1839 roku powołano stowarzyszenie Copernicus Denkmalverein, które miało na celu doprowadzić do wybudowania pomnika i odsłonięcia go w 300. rocznicę śmierci astronoma. Wśród założycieli stowarzyszenia znaleźli się: ówczesny burmistrz Torunia Karol Popławski, przewodniczący Rady Miejskiej Johann Michael Schwartz, przedsiębiorca Gustav Weese i jego brat lekarz Karl, dyrektor Gimnazjum Akademickiego Ludwig Martin Lauber. Przewodniczącym stowarzyszenia został Popławski. Pomnik autorstwa Christiana Friedricha Tiecka został odsłonięty 25 października 1853 roku. Dziesięć dni wcześniej podjęto decyzję o powołaniu nowego stowarzyszenia. Przyjęło ono nazwę Copernicus-Verein für Wissenschaft und Kunst (zapis Coppernicus wprowadzono po 1878 roku). Było to pierwsze towarzystwo naukowe w historii Torunia. Tego samego dnia powstał statut organizacji. Copernicus-Verein oficjalnie rozpoczęło swoją działalność 19 lutego 1854 roku. Na jego czele stanął nadburmistrz Torunia Theodor Körner.

#### Lata 1854–1877
W chwili powstania do Copernicus-Verein przynależało 13 osób. Do 1871 roku liczba członków wzrosła do 62, przy czym większy wzrost odnotowano krótko przed jubileuszem kopernikowskim. W 1908 roku liczba członków przekroczyła sto. Coppernicus-Verein zrzeszało głównie niemiecką inteligencję, miało słabą reprezentację duchownych katolickich i protestanckich. Towarzystwo reprezentowali również honorowi członkowie z Włoch oraz przedstawiciele żydowscy (m.in. Izaak Mieses).

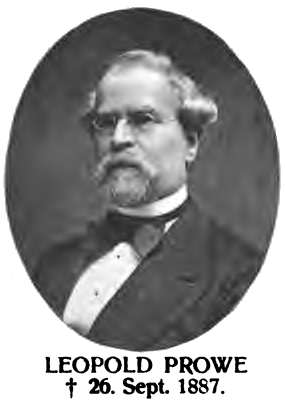
Leopold Prowe, prezes Coppernicus-Verein w latach 1870–1877

Przez pierwsze lata Copernicus-Verein zajmowało się popularyzacją historii. Towarzystwo kładło duży nacisk na zbieranie pamiątek historycznych i dzieł sztuki. Na przestrzeni lat Coppernicus-Verein pozyskało m.in. portret burmistrza Torunia Jakuba Henryka Zerneckego, zbiór fotografii Rudolfa Brohma. W 1873 roku Copernicus-Verein (głównie za sprawą Leopolda Prowego) wydało pisma i listy Mikołaja Kopernika pod tytułem Monumenta Copernicana oraz nową edycję De revolutionibus orbium coelestium. W tym samym roku Copernicus-Verein uczestniczyło w obchodach 400. rocznicy urodzin Mikołaja Kopernika.
W następnych latach Coppernicus-Verein cieszyło się stabilnością organizacyjną i wsparciem ze strony władz miasta. Prowadzone przez towarzystwo badania naukowe władze niemieckie wykorzystywały do prowadzenia swojej polityki. W 1878 roku towarzystwo rozpoczęło wydawanie rocznika naukowego pt. „Mitteilungen des Coppernicus-Vereins für Wissenschaft und Kunst” („Mitteilungen”). Z okazji wydania czasopisma za sugestią Prowego wprowadzono pisownię nazwiska Kopernika przez podwójne „p”. Od lat 70. XIX wieku Coppernicus-Verein współpracowało z nowo powoływanymi niemieckimi towarzystwami naukowymi w Prusach Zachodnich, a od 1875 roku rywalizowało z Towarzystwem Naukowym w Toruniu, reprezentowanej przez polską ludność z Pomorza.
Coppernicus-Verein uczestniczyło w wmurowaniu tablicy pamiątkowej w kamienicy przy ul. Kopernika 40, gdzie rzekomo urodził się Mikołaj Kopernik. W 1881 roku Georg Bender wskazał, że Mikołaj Kopernik urodził się prawdopodobnie w kamienicy przy ul. św. Anny (później Mikołaja Kopernika 17). Ustalenia Bendera zostały skrytykowane przez Coppernicus-Verein.

#### Lata 1878–1920
Kryzys w działalności Coppernicus-Verein nastąpił po śmierci Prowego 27 listopada 1887 roku. Jego następcą został Karl August Boethke. W latach 1887–1892 nastąpiła przerwa w wydawaniu „Mitteilungen”. Podczas prezesury Boethkego Coppernicus-Verein zmienił częściowo profil swojej działalności, zaczął skupiać przedstawicieli środowisk technicznych. W 1908 roku do Coppernicus-Verein przyłączono Polytechnische Gesellschaft.
Pod koniec XIX wieku aktywnym członkiem Coppernicus-Verein został historyk Arthur Semrau. Sprawował on stanowisko bibliotekarza (1893–1910), kierownika archiwum i sekretarza. Dzięki staraniom Semraua „Mitteilungen” zaczął wychodzić jako kwartalnik. Coppernicus-Verein sygnowało napisany przez Semraua przewodnik po Toruniu Führer durch die alten Baudenkmäler der Stadt Thorn.
19 lutego 1904 roku w Dworze Artusa odbyły się uroczyste obchody pięćdziesięciolecia istnienia organizacji. Z tej okazji Boethke wydał pracę o historii towarzystwa pt. Coppernicus-Verein Geschichte des Coppernicus-Vereins fur Wlssenschaft und Kunst zu Thorn im dem ersten halben Jahrhundert seines Bestehens. Po śmierci Boethkego w 1912 roku wprowadzono trzyletnią kadencję sprawowania urzędu prezesa. Do 1918 roku stanowisko prezesa sprawowały cztery osoby. Z racji częstych zmian dużą rolę odgrywał wiceprzewodniczący, którym w latach 1912–1918 był Reinhold Heuer.
Podczas I wojny światowej regularnie ukazywało się „Mitteilungen”. Towarzystwo ograniczyła swoją działalność z racji trudności ekonomicznych, działań militarnych i powołania do wojska wielu członków towarzystwa. Wśród członków Coppernicus-Verein istniała obawa co do przynależności Torunia do Prus po zakończeniu wojny. W 1917 roku Heuer oraz inni członkowie towarzystwa wydali przewodnik po Toruniu pt. Führer durch Thorn und seine Umgebung. Mit 1 Plane und 31 Abbildungen. Pod koniec 1918 roku Coppernicus-Verein przeprowadziło szereg odczytów i kursów szkoły ludowej dla niemieckiej ludności Torunia.

### Lata 1920–1939
18 stycznia 1920 roku Toruń znalazł się w granicach II Rzeczypospolitej. Jeszcze podczas I wojny światowej nastąpił odpływ ludności niemieckiej z Pomorza, proces ten przyspieszył po styczniu 1920 roku i trwał przez trzy lata. Po 1920 roku wzrosło zainteresowanie działalnością Coppernicus-Verein, w 1921 roku organizacja ta liczyła 126 członków. Prezesem towarzystwa był pastor Reinhold Heuer. Po 1923 roku spadło zainteresowanie działalnością towarzystwa. Aby zahamować spadek liczby członków, wycofano zakaz przyjmowania kobiet do towarzystwa. Coppernicus-Verein borykał się z problemami finansowymi.
W 1923 roku księgozbiór Coppernicus-Verein, a także zbiory Gimnazjum Toruńskiego, Rady Miasta Torunia i Towarzystwa Naukowego w Toruniu, weszły w skład powstającej Książnicy Kopernikańskiej.
W marcu 1921 roku Arthur Semrau przeprowadził się do Elbląga, nadal znajdującego się w Niemczech. Semrau kontynuował wydawanie „Mitteilungen”, dotowanego przez różne instytucje niemieckie. Reinhold Heuer prowadził liczne prelekcje dla członków Coppernicus-Verein. Podczas nich wielokrotnie zajmował negatywne stanowisko do spraw polskich.
Coppernicus-Verein uczestniczyło w obchodach 75-lecia osłonięcia pomnika Mikołaja Kopernika (w 1928 roku) oraz w obchodach 700-lecia założenia miasta Torunia. O ile strona polska organizowała obchody w 1933 roku, z okazji 700-lecia nadania praw miejskich Toruniu, Coppernicus-Verein przygotowało uroczystości w 1931 roku, opierając się na dacie założenia Torunia przez zakon krzyżacki. W 1931 roku Reinhold Heuer wydał niewielką monografię Torunia. W drugiej połowie lat 30. nastąpił okres stagnacji. Do 1939 roku było wydawane „Mitteilungen”, prawie w całości składające się z tekstów Semraua.

### Lata 1939–1945
7 września 1939 roku wojska niemieckie wkroczyły do Torunia. Na mocy rozporządzenia Alberta Forstera Coppernicus-Verein było jedynym towarzystwem naukowym legalnie działającym w Toruniu. Prezesem towarzystwa był pastor Otto Dey, sprawujący to stanowisko od 1937 roku. 3 marca 1941 roku urząd prezesa powierzono nadburmistrzowi Torunia Franzowi Jakobowi. Działalność Coppernicus-Verein ograniczała się do organizowania odczytów i spotkań dyskusyjnych oraz pracy oświatowej. Prelekcje dotyczyły wyłącznie zagadnień historycznych i miały charakter popularnonaukowy. Z powodów finansowych oraz śmierci Arthura Semraua 24 lutego 1940 roku zaniechano wydawanie „Mitteilungen”.
W 1943 roku Coppernicus-Verein włączyło się w obchody 470. rocznicy urodzin Mikołaja Kopernika. W Toruniu odbyła się dyskusja na temat zapisu nazwiska Kopernika. Sugerowano, że forma „Coppernicus” zbytnio ulega wpływom łaciny i powinna być zastąpiona formą „Kopernikus”. Od tej pory towarzystwo aż do jej rozwiązania było zapisywane pod nazwą Kopernikus-Verein. W 1944 roku podczas uroczystości z okazji 471. rocznicy urodzin Kopernika odbyło się uroczyste posiedzenie, podczas którego prelekcję wygłosił prof. Erich Keyser. Posiedzenie zakończyło się wysłaniem podziękować na ręce Alberta Forstera.
Ostatni znany odczyt towarzystwa miał miejsce 28 kwietnia 1944 roku. 10 stycznia 1945 roku Coppernicus-Verein wysłało pismo do Herbeta Rühla z Neumünster z informacją, że został do niego wysłany 42. numer „Mitteilungen”. Jest to ostatni znany dokument wystawiony przez towarzystwo. Coppernicus-Verein przestało istnieć na początku 1945 roku.

## Prezesi Coppernicus-Verein
- Theodor Körner – 1853–1860[55]
- Friedrich Meyer – 1860–1865[55]
- Theodor Joseph – 1865–1867[55]
- Theodor Körner – 1867–1869[55]
- Friedrich Meyer – 1869–1870[55]
- Leopold Prowe – 1870–1877[56]
- Karl August Boethke – 1888–1912[25]
- Friedrich Boie – 1912–1914[25]
- Max Grollmus – 1914–1915[25]
- Hermann Freytag – 1915–1918[25]
- Reinhold Heuer – 1918–1922[57]
- Franz Prowe – 1922–1924[58]
- Reinhold Heuer – 1924–1927[58]
- Hans Hilgendorf – 1927–1929[58]
- Reinhold Heuer – 1929–1934[58]
- Konrad Raapke – 1934–1937[58]
- Otto Dey – 1937–1941[48]
- Franz Jakob – 1941–1945[47]